# چینی‌ها در ژاپن
چینی‌ها در ژاپن (انگلیسی: Chinese people in Japan) افرادی که قومیت خود را به عنوان قومیت مردم چینی معرفی می‌کنند یا افرادی که دارای تابعیت چینی هستند و در ژاپن زندگی می‌کنند. افراد ۲۲ ساله یا بالاتر نمی‌توانند تابعیت مضاعف در ژاپن داشته باشند، بنابراین چینی‌هایی که تابعیت ژاپنی دارند معمولاً دیگر تابعیت چینی ندارند. اصطلاح «مردم چینی» معمولاً به مردم هان، گروه قومی اصلی ساکن چین چین (شامل هنگ کنگ و ماکائو اشاره دارد. منطقه ویژه اداری (چین), تایوان و سنگاپور است. به‌طور رسمی، چین خانه ۵۵ اقلیت‌های قومی در چین، از جمله افرادی مانند مردم تبتی است، اگرچه این افراد ممکن است خود را چینی معرفی نکنند. مردم هان چین در ژاپن به عنوان یک اقلیت سابقه طولانی داشته‌اند.